# 桂三歩
桂 三歩（かつら さんぽ、1958年1月15日 - ）は和歌山県田辺市出身の落語家。本名は大炭 康行（おおすみ やすゆき）。吉本興業所属。上方落語協会会員。愛称は「ぽっくん」。大阪府豊中市在住。

## 来歴・人物
実家は質屋を営んでいた。田辺市立田辺第一小学校、田辺市立高雄中学校、和歌山県立田辺高等学校出身。高校時代はテニス部に所属し、2年B組のクラスメイトにはスポーツアナの楠淳生がいた。
関西大学社会学部在学中、ABCテレビの『ラブアタック!』などに出演し、ゲームでみかんを口にキャッチした時に前歯を強打し折れてしまったと言う逸話がある。かつては差し歯で高座中によく前歯を飛ばしていた、2016年8月現在前歯がない状態。また同番組で口の中に握り拳を入れて話題になった。
大学中退後の1981年5月11日に、同じ関西大学落語研究会「落語大学」出身の桂三枝（現：六代桂文枝）に入門。古典落語の他、創作落語も手がける。
その後、和歌山放送ラジオ、テレビ和歌山など和歌山地区などの地域ローカル番組を中心に出演。かつては「三枝・きよしの興奮テレビ」（毎日放送）で早口言葉のコーナーに登場し、早口言葉を披露したこともある。
現在は師匠が演じなくなった文枝作の創作落語を演じて継承している。
その他高座では、主に枕の部分で前述の早口言葉（「三バナナババロア、六バナナババロア、七バナナババロア」というのをすることが多い）のほか、握りこぶしを口の中に入れるなどのギャグを行う。
糖尿病を発病したため、早口言葉の際に口が回らないことがある。
2014年10月、大桑文化奨励賞を受賞。

## 出演

### ラジオ
- 桂三歩のきてみて！！この店ええお店（和歌山放送）